# Raquel
Raquel est un prénom féminin.

## Liste de personnalités portant le prénom Raquel
- Raquel Camarinha (1986-), chanteuse portugaise.
- Raquel Diaz (1990-), catcheuse américaine.
- Raquel Garza (1967-), actrice mexicaine.
- Raquel Garrido (1974), avocate, et femme politique franco-chilienne, porte-parole de La France insoumise ;
- Raquel Levy, dite Raquel (1925-2014), peintre.
- Raquel Martínez Rabanal (1979-), journaliste et présentatrice de télévision espagnole.
- Raquel Meller (1888-1962), chanteuse et actrice espagnole.
- Raquel Pélissier (1991-), mannequin et personnalité haïtienne.
- Raquel Rastenni (1915-1998), chanteuse danoise.
- Raquel Rodríguez Cedeño (1993-), joueuse de soccer costaricienne.
- Raquel Sánchez-Silva (1973-), présentatrice et journaliste espagnole.
- Raquel Welch (1940-2023), actrice américaine.
- Raquel Zimmermann (1983-), mannequin brésilienne.